# 여수신월초등학교
여수신월초등학교는 대한민국 전라남도 여수시 신월동에 있는 공립 초등학교이다.

## 연혁[1]
- 2023년 3월 1일 22학급(특수학급 1학급 포함) 502명,유치원 2학급 12명

- 2023년 1월 6일 제27회 졸업식 85명 졸업(졸업생 총 3,570명)
- 2021년 9월 1일 제12대 정성하 교장 부임
- 2020년 2월 7일 제24회 졸업식 100명 졸업(졸업생 총 3,301명)
- 2019년 9월 1일 제11대 장삼종 교장 부임
- 2019년 2월 15일 제23회 졸업식 93명 졸업(졸업생 총 3,201명)
- 1996년 9월 1일 초대 정동기 교장 부임
- 1996년 3월 1일 여수신월초등학교 개교 (23학급 879명)

## 참고문헌
- 여수신월초등학교 - 한국교육학술정보원 학교알리미